# لاورنس مگوایر
لاورنس مگوایر (انگلیسی: Laurence Maguire؛ زادهٔ ۸ فوریهٔ ۱۹۹۷) بازیکن فوتبال اهل بریتانیا است.
از باشگاه‌هایی که در آن بازی کرده‌است می‌توان به باشگاه فوتبال چسترفیلد و باشگاه فوتبال فایلد اشاره کرد.
وی همچنین در تیم ملی فوتبال تیم سی فوتبال ملی انگلیس بازی کرده‌است.

## زندگی شخصی
برادران لاورنس، جو و هری نیز بازیکن فوتبال هستند. جو سابقه بازی برای گلوسوپ نورث اند و هری مگوایر سابقه بازی برای منچستر یونایتد و تیم ملی فوتبال انگلستان را دارد.